# Gemini Air Cargo

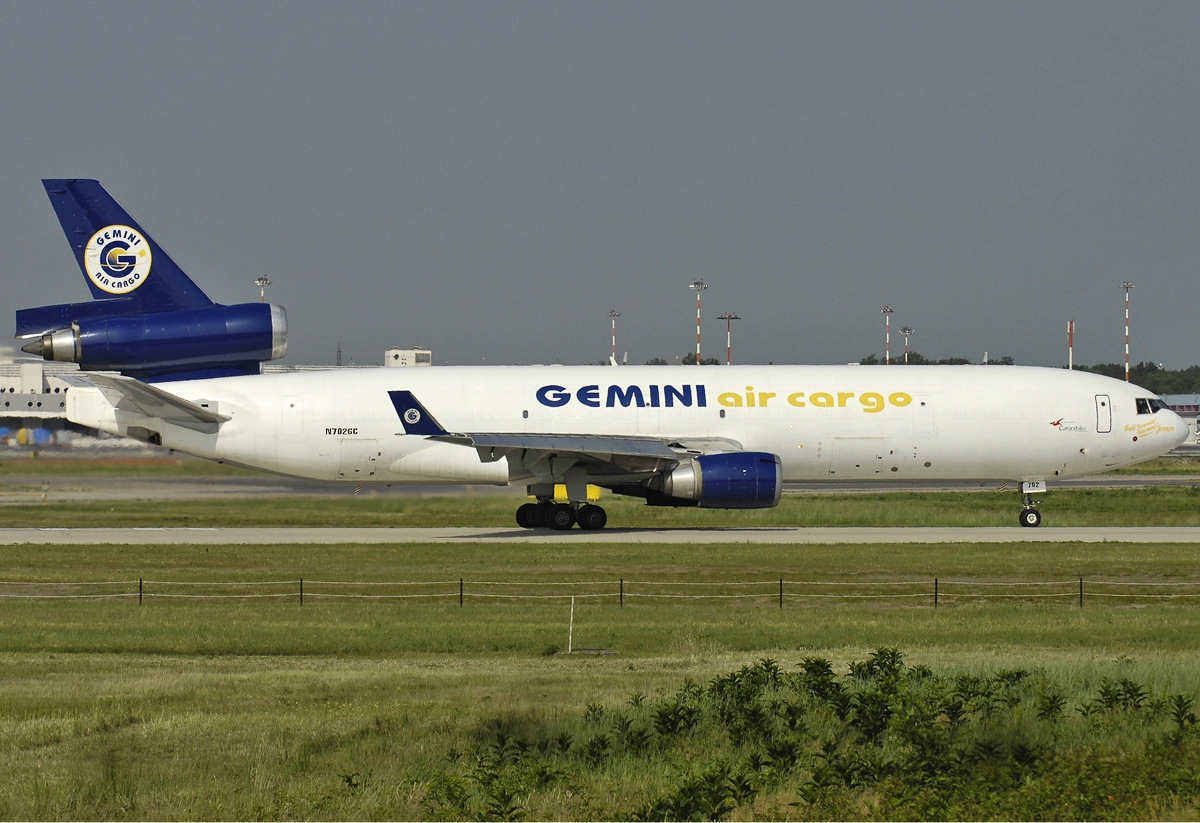
McDonnell Douglas MD-11F авіакомпанії Gemini Air Cargo, 2007 рік

Gemini Air Cargo — скасована вантажна авіакомпанія США зі штаб-квартирою в Даллесе (Вірджинія), яка працювала на внутрішніх і міжнародних далекомагістральних маршрутах з 1995 по 2008 роки.
В якості базових аеропортів авіакомпанія використовувала міжнародний аеропорт Маямі і міжнародний аеропорт імені Джона Кеннеді в Нью-Йорку.

## Історія
Авіакомпанія була заснована Вільямом Стокбріджем у грудні 1995 року за фінансової підтримки корпорацій Lehman Brothers і Green Tree Capital. На початковому етапі діяльності Gemini Air Cargo працювала на взятому в лізинг у німецької Lufthansa літаку DC-10-30F, який був переобладнаний з пасажирського у вантажний варіант італійською компанією Aeronavali. До отримання в жовтні 1996 року власного сертифіката експлуатанта Part 121, компанія використовувала на своїх рейсах екіпажі іншого американського авіаперевізника Sun Country Airlines.
У липні 1999 року Gemini Air Cargo була викуплена інвестиційним холдингом Carlyle Group. В серпня 2006 року авіакомпанія вийшла зі стану банкрутства з передачею частини активів у власність фінансової групи Bayside Capital, що пророкував авіакомпанії подальше зростання в наступні два десятиліття у зв'язку з швидко вантажним сектором комерційних авіаперевезень.
Тим не менш, на початку літа 2008 року Gemini Air Cargo знову оголосила про банкрутство у зв'язку з різким зростанням цін на паливо і світовою економічною кризою 2008 року.
12 серпня 2008 року авіакомпанія залишила операційну діяльність і в наступному місяці заявила про свою ліквідацію.

## Флот
Авіакомпанія Gemini Air Cargo експлуатувала такі повітряні судна:
- McDonnell Douglas MD-11F — 4 од.
- McDonnell Douglas DC-10-30F — 9 од.